# بلانينتسي
بلانينتسي (بالبلغارية: Планинци)‏ قرية تقع إدارياً ضمن تريافنا في بلغاريا. ويبلغ عدد سكانها 0 نسمة حسب تعداد 31 ديسمبر 2011. تعتمد بلانينتسي للبريد على الرمز البريدي 5367.